# Биллербек
Биллербек (нем. Billerbeck) — город в Германии, в земле Северный Рейн-Вестфалия.
Подчинён административному округу Мюнстер. Входит в состав района Косфельд.  Население составляет 11 522 человека (на 31 декабря 2010 года). Занимает площадь 90,93 км². Официальный код  —  05 5 58 008.
Город подразделяется на 3 городских района.

## Фотографии

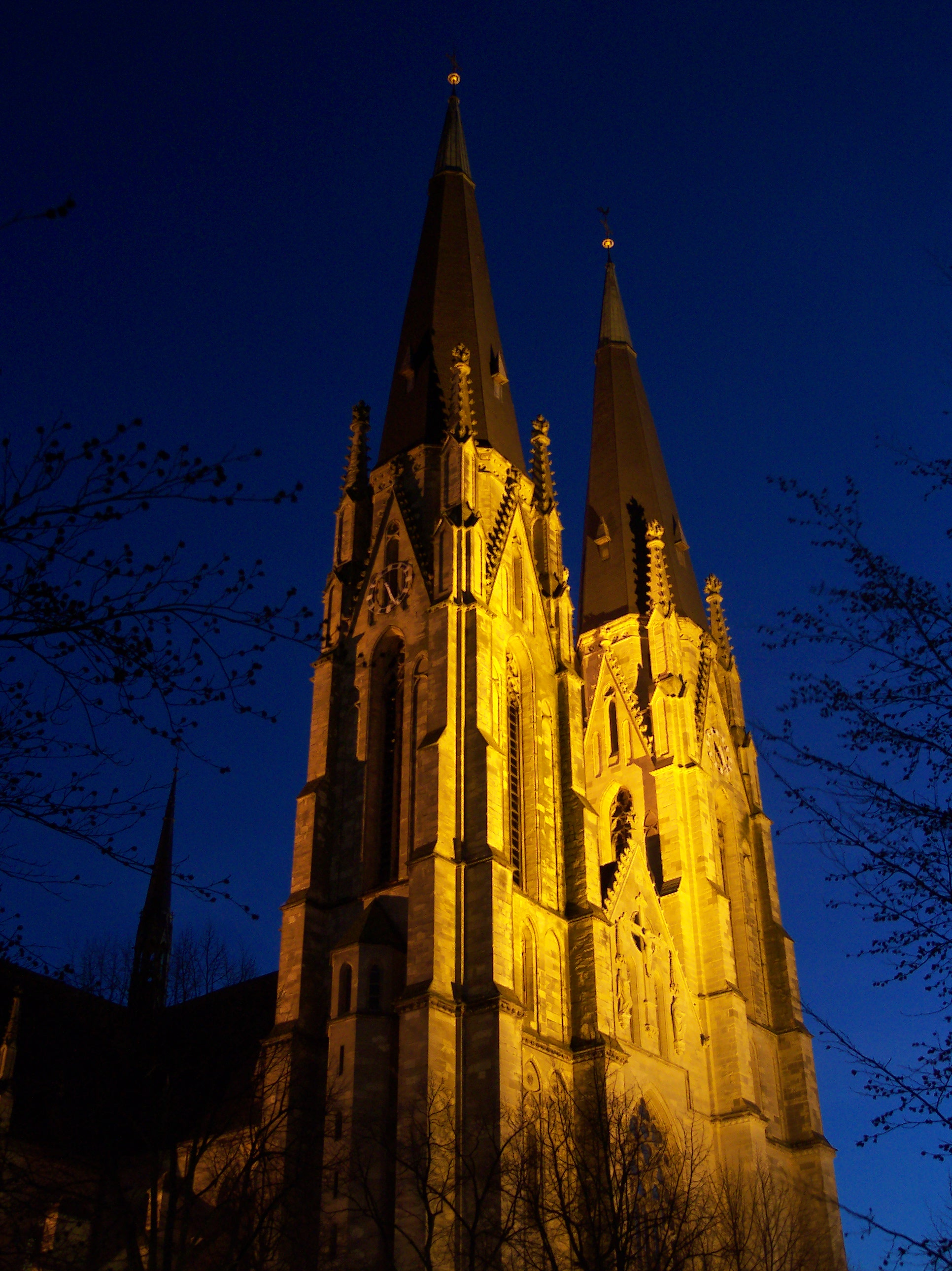
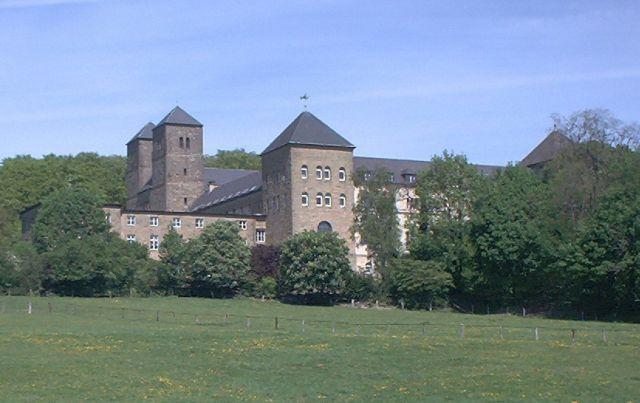
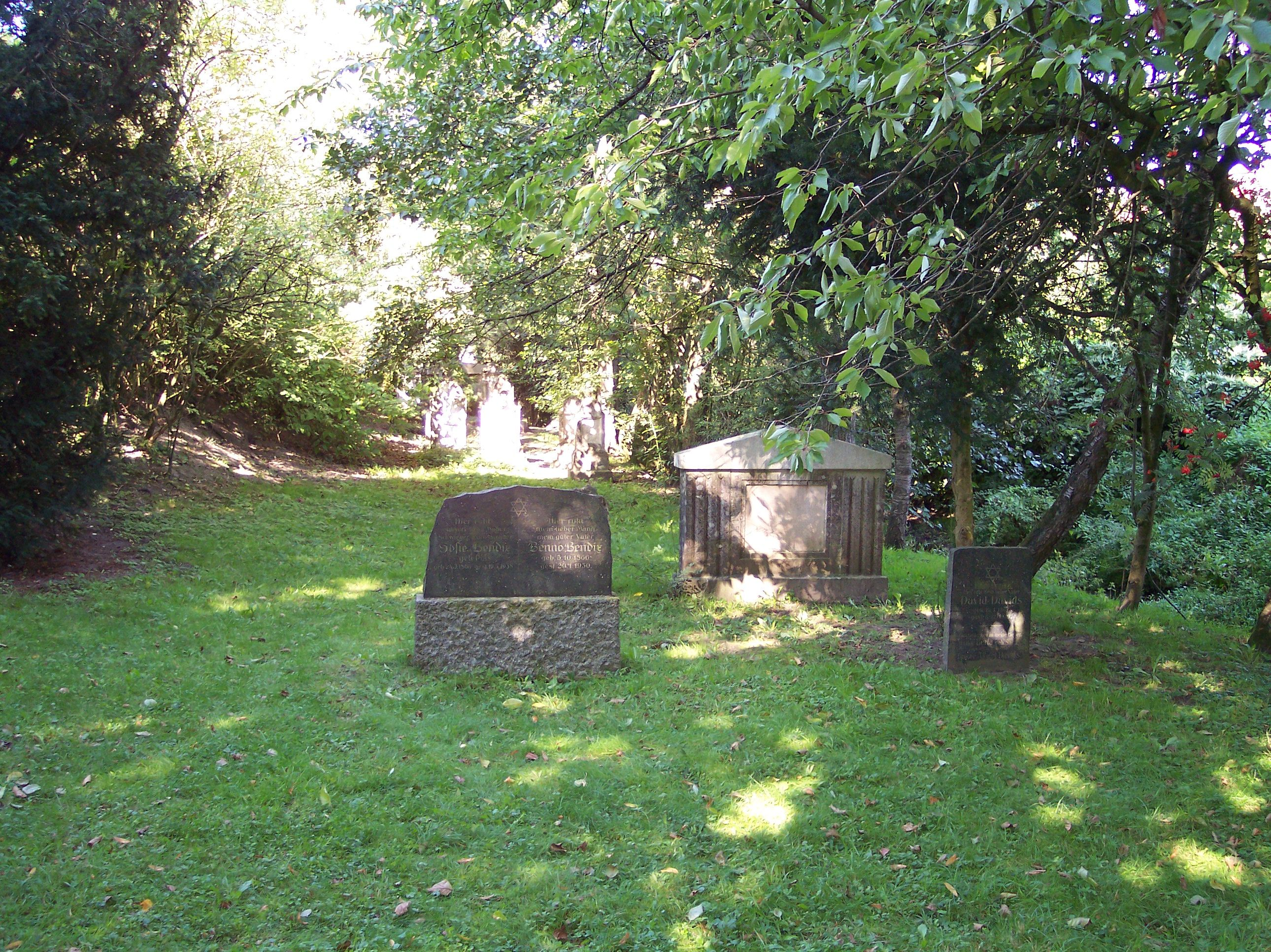